# 튀르키예의 기후

튀르키예의 쾨펜 지도

튀르키예는 온대성이며, 북부 지방은 최고 25 °C, 최저 5 °C, 남쪽은 20 °C~10 °C이다. 강우량은 지중해 연안과 동부산지에 많아 연간 650mm를 넘으나 아나톨리아 고원 내에는 연간 300mm 이하의 지역이 많고 스텝 기후를 나타내고 있다. 서·남부의 지중해 및 에게해 연안지방은 겨울이 우기이며, 전형적인 지중해성 기후를 보이고 있다.

## 같이 보기
- 튀르키예의 지리